# The Opium War
A Guerra do Ópio é um filme chinês de estilo histórico dirigido por Xie Jin. O filme Foi Vencedor do prêmio de melhor filme pelo Golden Rooster em 1997 e pelo Hundred Flowers Awards, foi às telas de cinema em diversos festivais internacionais, notadamente Festival de Cannes e o Festival de Montreal. O filme conta a história da Guerra do Ópio, ocorrida nos dias derradeiros da dinastia Qing entre o Império Britânico e a China. O filme é contado a partir da perspectiva de figuras-chave, como o convicto nacionalista Lin Zexu, and the o diplomata britânico Charles Elliot.
Diferentemente de outros filmes contemporâneos A Guerra do Ópio, contou com amplo apoio do aparato governamental. A despeito de sua clara mensagem política, muitos críticos ocidentais o consideram um filme justo no tratamento dos eventos históricos, não parcial no modo como os coloca.
Na época de seu lançamento do filme, "A Guerra do Ópio" contou com um orçamento de US$15 milhões. O tornando o filme com o Maior Orçamento produzido na China. Foi lançando para coincidir com o retorno de Hong Kong ao Estado chinês em Julho de 1997.

## Elenco
- Bao Guo'an as Lin Zexu
- Lin Liankun as Qishan
- Sihung Lung as He Jingrong
- Shao Xin as He Shanzi
- Su Min as Daoguang Emperor
- Gao Yuan as Rong'er
- Bob Peck as Denton (based on Lancelot Dent)
- Simon Williams as Charles Elliot
- Debra Beaumont as Queen Victoria
- Emma Griffiths as Mary Denton
- Philip Jackson as Captain White
- Garrick Hagon as missionary Sidon Laughton
- Robert Freeman as Hill
- Ko Hsiang-ting as Yishan
- Jiang Hua as Guan Tianpei
- Zhou Chuanyi as Yiliang
- Li Weixin as Deng Tingzhen
- Li Shilong as Han Zhaoqing
- Liu Zhongyuan as Lü Zifang
- Shi Yang as Lin Sheng
- Kong Xianzhu as He Rengui
- Chang Xueren as San
- Li Shaoxiong as Yao Huaixiang
- Yang Heping as Qianzong
- Wang Fen as Qiuping
- Liang Yang as Baihe
- He Qingqing as Lanrui
- Gu Lan as official
- Yang Zhaoquan as blind musician
- Zhang Wanwen as brothel manager
- Dominic Jephcott as British Member of Parliament
- Jamie Wilson as artillery captain Paul Artuard
- Nigel Davenport
- Oliver Cotton

## Recepção
Apesar do claro caráter politico, tendo sua estreia coincidido com o retorno de Hong Kong à China, o filme foi bem recebido pela crítica ocidental como um exemplo de filme histórico de grande orçamento.  A revista Variety, periódico norteamericano especializado em cinema, considerou que apesar da “mensagem obviamente política, ‘A Guerra do Ópio’ é, ainda assim, comparativamente, uma representação justa do evento histórico (even-handed, no original em inglês) ”, enquanto que o filme em si possui grande qualidade na sua produção. O The Guardian reconheceu que o longa-metragem, apesar do apoio oficial, “foi relativamente anunciado”, e aclamado pela performance de Bob Peck como o comerciante de ópio Denton..
O lançamento na China também foi positivo, com “A Guerra do Ópio” eventualmente ganhando o Golden Rooster por melhor filme.

## Produção
O filme foi gravado no Hengdian World Studios, Zhejiang, uma alocação comum para filmes históricos apelidada de “Chinawood” (em referência a Hollywood). “Para recriar as ruas da Guangzhou do século XIX, aproximadamente 120 equipes de construção de vilas próximas foram usadas.” Entretanto, quase toda a pós-produção do filme se deu no Japão.